# Hrînkî, Hlobîne
Hrînkî (în ucraineană Гриньки) este localitatea de reședință a comunei Hrînkî din raionul Hlobîne, regiunea Poltava, Ucraina.

## Demografie
Componența lingvistică a localității Hrînkî
     Ucraineană (97,37%)
     Rusă (2,5%)
Conform recensământului din 2001, majoritatea populației localității Hrînkî era vorbitoare de ucraineană (97,37%), existând în minoritate și vorbitori de rusă (2,5%).